# Éliminatoires de la Coupe du monde de football 2014 : zone Asie
Les éliminatoires de la zone Asie pour la Coupe du monde 2014 sont organisées dans le cadre de la Confédération asiatique de football (AFC) et concernent 43 sélections nationales pour 4 ou 5 places qualificatives.

Europe • Afrique • Amérique du Nord, centrale et Caraïbes
Amérique du Sud • Asie • Océanie

## Format
L'Australie, devenue membre de l'AFC et issue de l'Océanie, participe également à ces éliminatoires avec les 42 autres équipes de l'AFC. À la fin de ceux-ci, 4 tickets directement qualificatifs pour la Coupe du monde 2014 ainsi qu'un ticket pour un barrage sont attribués.
Lors du premier tour, les 16 équipes les moins bien classées (d'après leurs performances lors de la précédente Coupe du monde et de ses éliminatoires) de la zone se rencontrent en 8 séries de matchs à élimination directe par paires de matchs aller-retour. Les 8 vainqueurs de ce tour sont qualifiés pour le second tour.
Au second tour, les 8 vainqueurs du premier tour et les 22 équipes classées de la 6e à la 27e place (d'après le même classement que pour le premier tour) se rencontrent en 15 séries de matchs à élimination directe par paires de matchs aller-retour. Les 15 vainqueurs sont qualifiées pour le troisième tour.
Dans le troisième tour, les 15 vainqueurs du second tour et les 5 équipes les mieux classées (Japon, Corée du Sud, Australie, Corée du Nord et Bahreïn) sont répartis en 5 groupes de 4 équipes et se rencontrent en matchs aller-retour. Les 2 premiers de chaque groupe sont qualifiés pour le quatrième tour.
Au quatrième tour, les 10 nations encore en lice issues du troisième tour sont réparties en 2 groupes de 5 équipes qui se rencontrent en matchs aller-retour. Les 2 meilleures de chaque groupe sont qualifiées pour la Coupe du monde 2014. Les troisièmes de chaque groupe se qualifient pour le cinquième tour.
Au cinquième tour, les 2 équipes ayant fini troisième de leur groupe s'affrontent lors d'un barrage se disputant en matchs aller-retour. Le vainqueur se qualifie pour un match de barrage inter-continental (face au qualifié de la zone Amérique du Sud) dont le gagnant se qualifie pour la Coupe du monde 2014.

## Équipes engagées
43 équipes participent aux éliminatoires de la zone asiatique.
Le Japon est le premier pays, toutes confédérations confondues, à s'être qualifié le 4 juin 2013 grâce à un match nul contre l'Australie (1-1).
En surligné, les équipes qualifiées.
| Afghanistan         | Hong Kong    | Macao       | Singapour      |
| Arabie saoudite     | Inde         | Malaisie    | Sri Lanka      |
| Australie           | Indonésie    | Maldives    | Syrie          |
| Bahreïn             | Irak         | Mongolie    | Tadjikistan    |
| Bangladesh          | Iran         | Népal       | Taipei chinois |
| Birmanie            | Japon        | Oman        | Thaïlande      |
| Cambodge            | Jordanie     | Ouzbékistan | Timor oriental |
| Chine               | Kirghizistan | Pakistan    | Turkménistan   |
| Corée du Nord       | Koweït       | Palestine   | Vietnam        |
| Corée du Sud        | Laos         | Philippines | Yémen          |
| Émirats arabes unis | Liban        | Qatar       |                |

- NB: Le Bhoutan, Brunei et Guam ne sont pas inscrits aux éliminatoires de la Coupe du monde 2014[1].

## Tirage au sort pour les deux premiers tours
Les équipes classées de 1 à 5 selon leur performance à la précédente coupe du monde (zone AFC) sont exemptes des deux premiers tours.

Les équipes classées de 28 à 43 selon ce même classement participent à un premier tour, par matchs aller-retour, opposant chacun une équipe classée de 28 à 35 à une équipe classée de 36 à 43.

Les équipes classées de 6 à 27 font leur entrée dans la compétition au second tour où les équipes classées de 6 à 20 rencontrent en matchs aller-retour soit une équipe classée de 21 à 27 soit une équipe issue du premier tour.
| Troisième tour                                                    | Second tour Chapeau A | Second tour Chapeau B | Premier tour Chapeau C                                                                            | Premier tour Chapeau D                                                                                   |
| ----------------------------------------------------------------- | --- | --- | ------------------------------------------------------------------------------------------------- | --- |
| 1. Japon 2. Corée du Sud 3. Australie 4. Corée du Nord 5. Bahreïn | 1. Arabie saoudite 2. Iran 3. Qatar 4. Ouzbékistan 5. Émirats arabes unis 6. Syrie 7. Oman 8. Jordanie 9. Irak 10. Singapour 11. Chine 12. Koweït 13. Thaïlande 14. Turkménistan 15. Liban | 1. Yémen 2. Tadjikistan 3. Hong Kong 4. Indonésie 5. Kirghizistan 6. Maldives 7. Inde - Vainqueur 1er tour - Vainqueur 1er tour - Vainqueur 1er tour - Vainqueur 1er tour - Vainqueur 1er tour - Vainqueur 1er tour - Vainqueur 1er tour - Vainqueur 1er tour | 1. Malaisie 2. Afghanistan 3. Cambodge 4. Népal 5. Bangladesh 6. Sri Lanka 7. Vietnam 8. Mongolie | 1. Pakistan 2. Palestine 3. Timor oriental 4. Macao 5. Taipei chinois 6. Birmanie 7. Philippines 8. Laos |

- Le tirage au sort a eu lieu le 30 mars 2011 au siège de l'AFC à Kuala Lumpur en Malaisie.

## Premier tour
Les rencontres se sont déroulées les 29 juin et 3 juillet 2011.
| Équipe 1    | Résultat | Équipe 2       | Aller | Retour   |
| ----------- | -------- | -------------- | ----- | -------- |
| Vietnam     | 13 - 1   | Macao          | 6 - 0 | 7 - 1    |
| Cambodge    | 6 - 8    | Laos           | 4 - 2 | 2 - 6 ap |
| Sri Lanka   | 1 - 5    | Philippines    | 1 - 1 | 0 - 4    |
| Malaisie    | 4 - 4    | Taipei chinois | 2 - 1 | E 2 - 3  |
| Afghanistan | 1 - 3    | Palestine      | 0 - 2 | 1 - 1    |
| Népal       | 7 - 1    | Timor oriental | 2 - 1 | 5 - 0    |
| Mongolie    | 1 - 2    | Birmanie       | 1 - 0 | 0 - 2    |
| Bangladesh  | 3 - 0    | Pakistan       | 3 - 0 | 0 - 0    |

## Second tour
Les rencontres se sont déroulées les 23 et 28 juillet 2011.
| Équipe 1            | Résultat | Équipe 2     | Aller   | Retour  |
| ------------------- | -------- | ------------ | ------- | ------- |
| Thaïlande           | 3 - 2    | Palestine    | 1 - 0   | 2 - 2   |
| Liban               | 4 - 2    | Bangladesh   | 4 - 0   | 0 - 2   |
| Chine               | 13 - 3   | Laos         | 7 - 2   | 6 - 1   |
| Turkménistan        | 4 - 5    | Indonésie    | 1 - 1   | 3 - 4   |
| Koweït              | 5 - 1    | Philippines  | 3 - 0   | 2 - 1   |
| Oman                | 4 - 0    | Birmanie     | 3 - 0 f | 2 - 0   |
| Arabie saoudite     | 8 - 0    | Hong Kong    | 3 - 0   | 5 - 0   |
| Iran                | 5 - 0    | Maldives     | 4 - 0   | 1 - 0   |
| Syrie               | 0 - 6    | Tadjikistan  | 0 - 3 f | 0 - 3 f |
| Qatar               | 4 - 2    | Vietnam      | 3 - 0   | 1 - 2   |
| Irak                | 2 - 0    | Yémen        | 2 - 0   | 0 - 0   |
| Singapour           | 6 - 4    | Malaisie     | 5 - 3   | 1 - 1   |
| Ouzbékistan         | 7 - 0    | Kirghizistan | 4 - 0   | 3 - 0   |
| Émirats arabes unis | 5 - 2    | Inde         | 3 - 0   | 2 - 2   |
| Jordanie            | 10 - 1   | Népal        | 9 - 0   | 1 - 1   |

## Troisième tour
- Le tirage au sort a été effectué le 30 juillet 2011 à Rio de Janeiro. Les 20 pays participants sont répartis en 4 chapeaux selon leur classement FIFA au mois de juillet 2011[6] (entre parenthèses dans le tableau).

| Chapeau 1                                                        | Chapeau 2                                                                  | Chapeau 3                                                                 | Chapeau 4                                                                       |
| ---------------------------------------------------------------- | -------------------------------------------------------------------------- | ------------------------------------------------------------------------- | ------------------------------------------------------------------------------- |
| Japon (14) Australie (22) Corée du Sud (28) Iran (54) Chine (73) | Ouzbékistan (83) Qatar (89) Jordanie (91) Arabie saoudite (92) Koweït (95) | Bahreïn (98) Syrie (104)* Oman (106) Irak (108) Émirats arabes unis (109) | Corée du Nord (115) Thaïlande (118) Singapour (131) Indonésie (137) Liban (159) |

- *NB: Le 19 août 2011, la FIFA annonce la disqualification de l'équipe de Syrie et son remplacement par le Tadjikistan, son adversaire au tour précédent[4].
- Il est prévu que les rencontres se déroulent du 2 septembre 2011 au 29 février 2012[1].
- Les deux premiers de chaque groupe accèdent au quatrième tour.

### Groupe A
| Rang | Équipe    | Pts | J | G | N | P | Bp | Bc | Diff |  | Résultats (▼ dom., ► ext.) |     |     |     |     |
| ---- | --------- | --- | - | - | - | - | -- | -- | ---- |  | -------------------------- | --- | --- | --- | --- |
| 1    | Irak      | 15  | 6 | 5 | 0 | 1 | 14 | 4  | +10  |  | Irak                       |     | 0-2 | 1-0 | 7-1 |
| 2    | Jordanie  | 12  | 6 | 4 | 0 | 2 | 11 | 7  | +4   |  | Jordanie                   | 1-3 |     | 2-1 | 2-0 |
| 3    | Chine     | 9   | 6 | 3 | 0 | 3 | 10 | 6  | +4   |  | Chine                      | 0-1 | 3-1 |     | 2-1 |
| 4    | Singapour | 0   | 6 | 0 | 0 | 6 | 2  | 20 | -18  |  | Singapour                  | 0-2 | 0-3 | 0-4 |     |

L'Irak et la Jordanie sont qualifiés pour le quatrième tour. La Chine et Singapour sont éliminés.

### Groupe B
| Rang | Équipe              | Pts | J | G | N | P | Bp | Bc | Diff |  | Résultats (▼ dom., ► ext.) |     |     |     |     |
| ---- | ------------------- | --- | - | - | - | - | -- | -- | ---- |  | -------------------------- | --- | --- | --- | --- |
| 1    | Corée du Sud        | 13  | 6 | 4 | 1 | 1 | 14 | 4  | +10  |  | Corée du Sud               |     | 6-0 | 2-0 | 2-1 |
| 2    | Liban               | 10  | 6 | 3 | 1 | 2 | 10 | 14 | -4   |  | Liban                      | 2-1 |     | 2-2 | 3-1 |
| 3    | Koweït              | 8   | 6 | 2 | 2 | 2 | 8  | 9  | -1   |  | Koweït                     | 1-1 | 0-1 |     | 2-1 |
| 4    | Émirats arabes unis | 3   | 6 | 1 | 0 | 5 | 9  | 14 | -5   |  | Émirats arabes unis        | 0-2 | 4-2 | 2-3 |     |

La Corée du Sud et le Liban sont qualifiés pour le quatrième tour. Le Koweït et les Émirats arabes unis sont éliminés.

### Groupe C
| Rang | Équipe        | Pts | J | G | N | P | Bp | Bc | Diff |  | Résultats (▼ dom., ► ext.) |     |     |     |     |
| ---- | ------------- | --- | - | - | - | - | -- | -- | ---- |  | -------------------------- | --- | --- | --- | --- |
| 1    | Ouzbékistan   | 16  | 6 | 5 | 1 | 0 | 8  | 1  | +7   |  | Ouzbékistan                |     | 1-1 | 1-0 | 3-0 |
| 2    | Japon         | 10  | 6 | 3 | 1 | 2 | 14 | 3  | +11  |  | Japon                      | 0-1 |     | 1-0 | 8-0 |
| 3    | Corée du Nord | 7   | 6 | 2 | 1 | 3 | 3  | 4  | -1   |  | Corée du Nord              | 0-1 | 1-0 |     | 1-0 |
| 4    | Tadjikistan*  | 1   | 6 | 0 | 1 | 5 | 1  | 18 | -17  |  | Tadjikistan*               | 0-1 | 0-4 | 1-1 |     |

* À la suite de la disqualification de l'équipe de Syrie, le Tadjikistan qui était son adversaire au tour précédent la remplace.
Le Japon et l'Ouzbékistan sont qualifiés pour le quatrième tour. La Corée du Nord et le Tadjikistan sont éliminés.

### Groupe D
| Rang | Équipe          | Pts | J | G | N | P | Bp | Bc | Diff |  | Résultats (▼ dom., ► ext.) |     |     |     |     |
| ---- | --------------- | --- | - | - | - | - | -- | -- | ---- |  | -------------------------- | --- | --- | --- | --- |
| 1    | Australie       | 15  | 6 | 5 | 0 | 1 | 13 | 5  | +8   |  | Australie                  |     | 3-0 | 4-2 | 2-1 |
| 2    | Oman            | 8   | 6 | 2 | 2 | 2 | 3  | 6  | -3   |  | Oman                       | 1-0 |     | 0-0 | 2-0 |
| 3    | Arabie saoudite | 6   | 6 | 1 | 3 | 2 | 6  | 7  | -1   |  | Arabie saoudite            | 1-3 | 0-0 |     | 3-0 |
| 4    | Thaïlande       | 4   | 6 | 1 | 1 | 4 | 4  | 8  | -4   |  | Thaïlande                  | 0-1 | 3-0 | 0-0 |     |

L'Australie et Oman sont qualifiés pour le quatrième tour. L'Arabie saoudite et la Thaïlande sont éliminées.

### Groupe E
| Rang | Équipe    | Pts | J | G | N | P | Bp | Bc | Diff |  | Résultats (▼ dom., ► ext.) |     |     |     |      |
| ---- | --------- | --- | - | - | - | - | -- | -- | ---- |  | -------------------------- | --- | --- | --- | ---- |
| 1    | Iran      | 12  | 6 | 3 | 3 | 0 | 17 | 5  | +12  |  | Iran                       |     | 2-2 | 6-0 | 3-0  |
| 2    | Qatar     | 10  | 6 | 2 | 4 | 0 | 10 | 5  | +5   |  | Qatar                      | 1-1 |     | 0-0 | 4-0  |
| 3    | Bahreïn   | 9   | 6 | 2 | 3 | 1 | 13 | 7  | +6   |  | Bahreïn                    | 1-1 | 0-0 |     | 10-0 |
| 4    | Indonésie | 0   | 6 | 0 | 0 | 6 | 3  | 26 | -23  |  | Indonésie                  | 1-4 | 2-3 | 0-2 |      |

L'Iran et le Qatar sont qualifiés pour le quatrième tour. Bahreïn et l'Indonésie sont éliminés.

## Quatrième tour
- Les 10 pays restants sont répartis en 2 groupes de 5 équipes dont les 2 meilleures dans chaque groupe se qualifient pour la Coupe du monde 2014. Les troisièmes de chaque groupe accèdent au cinquième tour.
- Il est prévu que ce tour se déroule du 3 juin 2012 au 18 juin 2013[1].
- Le tirage au sort a eu lieu le 9 mars 2012. Les équipes sont classées selon le classement FIFA du 7 mars 2012 (entre parenthèses ci-après) pour que les derniers matchs du troisième tour des éliminatoires de la Coupe du monde 2014 soient pris en compte.
- Les pays qualifiés sont l’Australie (20), la Corée du Sud (30), le Japon (33), l’Iran (51), l’Ouzbékistan (67), l’Irak (76), la Jordanie (83), le Qatar (88), Oman (92) et le Liban (124).

### Groupe 1
| Rang | Équipe       | Pts | J | G | N | P | Bp | Bc | Diff |  | Résultats (▼ dom., ► ext.) |     |     |     |     |     |
| ---- | ------------ | --- | - | - | - | - | -- | -- | ---- |  | -------------------------- | --- | --- | --- | --- | --- |
| 1    | Iran         | 16  | 8 | 5 | 1 | 2 | 8  | 2  | +6   |  | Iran                       |     | 1-0 | 0-1 | 0-0 | 4-0 |
| 2    | Corée du Sud | 14  | 8 | 4 | 2 | 2 | 13 | 7  | +6   |  | Corée du Sud               | 0-1 |     | 1-0 | 2-1 | 3-0 |
| 3    | Ouzbékistan  | 14  | 8 | 4 | 2 | 2 | 11 | 6  | +5   |  | Ouzbékistan                | 0-1 | 2-2 |     | 5-1 | 1-0 |
| 4    | Qatar        | 7   | 8 | 2 | 1 | 5 | 5  | 13 | -8   |  | Qatar                      | 0-1 | 1-4 | 0-1 |     | 1-0 |
| 5    | Liban        | 5   | 8 | 1 | 2 | 5 | 3  | 12 | -9   |  | Liban                      | 1-0 | 1-1 | 1-1 | 0-1 |     |

L'Iran et la Corée du Sud sont qualifiés pour la Coupe du monde 2014.

L'Ouzbékistan est qualifié pour les barrages. Le Liban et le Qatar sont éliminés.

### Groupe 2
| Rang | Équipe    | Pts | J | G | N | P | Bp | Bc | Diff |  | Résultats (▼ dom., ► ext.) |     |     |     |     |     |
| ---- | --------- | --- | - | - | - | - | -- | -- | ---- |  | -------------------------- | --- | --- | --- | --- | --- |
| 1    | Japon     | 17  | 8 | 5 | 2 | 1 | 16 | 5  | +11  |  | Japon                      |     | 1-1 | 6-0 | 3-0 | 1-0 |
| 2    | Australie | 13  | 8 | 3 | 4 | 1 | 12 | 7  | +5   |  | Australie                  | 1-1 |     | 4-0 | 2-2 | 1-0 |
| 3    | Jordanie  | 10  | 8 | 3 | 1 | 4 | 7  | 16 | -9   |  | Jordanie                   | 2-1 | 2-1 |     | 1-0 | 1-1 |
| 4    | Oman      | 9   | 8 | 2 | 3 | 3 | 7  | 10 | -3   |  | Oman                       | 1-2 | 0-0 | 2-1 |     | 1-0 |
| 5    | Irak      | 5   | 8 | 1 | 2 | 5 | 4  | 8  | -4   |  | Irak                       | 0-1 | 1-2 | 1-0 | 1-1 |     |

Le Japon et l'Australie sont qualifiés pour la Coupe du monde 2014. Il s'agit d’ailleurs des deux premiers pays à obtenir leur qualification, le Japon dès le 4 juin 2013 suivi par l'Australie le 18 juin.

La Jordanie est qualifiée pour les barrages. L'Irak et Oman sont éliminés.

## Cinquième tour - Barrage continental
- Les équipes classées à la troisième place de leur groupe lors du tour précédent disputent un barrage en matches aller-retour pour accéder au barrage intercontinental.
- Les matchs se tiennent les 6 et 10 septembre 2013[1].

| Équipe 1 | Résultat | Équipe 2    | Aller | Retour             |
| -------- | -------- | ----------- | ----- | ------------------ |
| Jordanie | 2 – 2    | Ouzbékistan | 1 – 1 | 1 – 1 ap (9-8) tab |

| 6 septembre 2013 | Jordanie          | 1 – 1 | Ouzbékistan  | King Abdullah Stadium (en), Amman                 |                                                   |
| 19:00 UTC+3      | Al-Laham (en) 30e |       | 35e Djeparov | Spectateurs : 16 819 Arbitrage : Yūichi Nishimura | Spectateurs : 16 819 Arbitrage : Yūichi Nishimura |
| 19:00 UTC+3      | Rapport           |       |              | Spectateurs : 16 819 Arbitrage : Yūichi Nishimura | Spectateurs : 16 819 Arbitrage : Yūichi Nishimura |

| 10 septembre 2013 | Ouzbékistan       | 1 – 1 a. p. | Jordanie      | Stade Pakhtakor Markaziy, Tashkent            |                                               |
| 19:00 UTC+5       | Ismailov 5e       |             | 43e Al-Murjan | Spectateurs : 25 621 Arbitrage : Ben Williams | Spectateurs : 25 621 Arbitrage : Ben Williams |
| 19:00 UTC+5       | Rapport           |             |               | Spectateurs : 25 621 Arbitrage : Ben Williams | Spectateurs : 25 621 Arbitrage : Ben Williams |
| 19:00 UTC+5       | Tirs au but 8 - 9 |             |               | Spectateurs : 25 621 Arbitrage : Ben Williams | Spectateurs : 25 621 Arbitrage : Ben Williams |

## Barrage intercontinental Asie - Amérique du Sud
- Le vainqueur du barrage de la zone AFC se qualifie pour le barrage inter-continental contre le 5e de la zone Amérique du Sud [2].

| Équipe 1 | Résultat | Équipe 2 | Aller | Retour |
| -------- | -------- | -------- | ----- | ------ |
| Jordanie | 0 – 5    | Uruguay  | 0 – 5 | 0 – 0  |

| 13 novembre 2013 | Jordanie | 0 – 5 | Uruguay                                                                  | Stade international, Amman                         |                                                    |
| 18:00 UTC+3      |          |       | 22e M. Pereira · 42e Stuani · 70e Lodeiro · 78e Rodríguez · 90+1e Cavani | Spectateurs : 17 370 Arbitrage : Svein Oddvar Moen | Spectateurs : 17 370 Arbitrage : Svein Oddvar Moen |
| 18:00 UTC+3      | Rapport  |       |                                                                          | Spectateurs : 17 370 Arbitrage : Svein Oddvar Moen | Spectateurs : 17 370 Arbitrage : Svein Oddvar Moen |

| 20 novembre 2013 | Uruguay | 0 – 0 | Jordanie | Stade Centenario, Montevideo                    |                                                 |
| 21:00 UTC-2      |         |       |          | Spectateurs : 62 000 Arbitrage : Jonas Eriksson | Spectateurs : 62 000 Arbitrage : Jonas Eriksson |
| 21:00 UTC-2      | Rapport |       |          | Spectateurs : 62 000 Arbitrage : Jonas Eriksson | Spectateurs : 62 000 Arbitrage : Jonas Eriksson |

## Liste des qualifiés
| Pays         | Date de qualification | Contre       | Score |
| ------------ | --------------------- | ------------ | ----- |
| Japon        | 4 juin 2013           | Australie    | 1-1   |
| Australie    | 18 juin 2013          | Irak         | 1-0   |
| Iran         | 18 juin 2013          | Corée du Sud | 1-0   |
| Corée du Sud | 18 juin 2013          | Iran         | 0-1   |

## Buteurs (tous tours confondus)
En gras, les joueurs encore en activité dans ces éliminatoires.
Dernière mise à jour : 1er juillet 2014.
| Pos | Joueur                     | Pays            | Buts | Matchs |
| --- | -------------------------- | --------------- | ---- | ------ |
| 1   | Shinji Okazaki             | Japon           | 8    | 14     |
| 2   | Lê Công Vinh               | Vietnam         | 7    | 4      |
| 2   | Hassan Abdel Fattah        | Jordanie        | 7    | 9      |
| 2   | Younis Mahmoud             | Irak            | 7    | 14     |
| 2   | Ahmad Hayel (en)           | Jordanie        | 7    | 17     |
| 6   | Park Chu-young             | Corée du Sud    | 6    | 7      |
| 6   | Javad Nekonam              | Iran            | 6    | 14     |
| 8   | Hao Junmin                 | Chine           | 5    | 6      |
| 8   | Joshua Kennedy             | Australie       | 5    | 6      |
| 8   | Keisuke Honda              | Japon           | 5    | 6      |
| 8   | Nassir Al-Shamrani         | Arabie saoudite | 5    | 8      |
| 8   | Lee Keun-ho                | Corée du Sud    | 5    | 12     |
| 8   | Amer Deeb                  | Jordanie        | 5    | 15     |
| 8   | Khalfan Ibrahim Al-Khalfan | Qatar           | 5    | 15     |
| 8   | Hassan Maatouk             | Liban           | 5    | 15     |
| 16  | Yang Xu                    | Chine           | 4    | 4      |
| 16  | Sayed Saeed (en)           | Bahreïn         | 4    | 4      |
| 16  | Bahodir Nasimov            | Ouzbékistan     | 4    | 6      |
| 16  | Ismaeel Abdulatif          | Bahreïn         | 4    | 6      |
| 16  | Cristian Gonzáles          | Indonésie       | 4    | 7      |
| 16  | Yousef Nasser              | Koweït          | 4    | 8      |
| 16  | Ryoichi Maeda              | Japon           | 4    | 10     |
| 16  | Nashat Akram               | Irak            | 4    | 11     |
| 16  | Shinji Kagawa              | Japon           | 4    | 11     |
| 16  | Server Djeparov            | Ouzbékistan     | 4    | 15     |